# العلاقات الغرينادية الليبيرية
العلاقات الغرينادية الليبيرية هي العلاقات الثنائية التي تجمع بين غرينادا وليبيريا.

## مقارنة بين البلدين
هذه مقارنة عامة ومرجعية للدولتين:
| وجه المقارنة                                              | غرينادا                                | ليبيريا      |
| --------------------------------------------------------- | -------------------------------------- | ------------ |
| المساحة (كم2)                                             | 348                                    | 111.37 ألف   |
| عدد السكان (نسمة)                                         | 107.83 ألف                             | 4.73 مليون   |
| الكثافة السكانية (ن./كم²)                                 | 30.99 ألف                              | 42.47        |
| العاصمة                                                   | سانت جورجز                             | مونروفيا     |
| اللغة الرسمية                                             | لغة إنجليزية، إنكليزية غرنادة المولدة ‏ | لغة إنجليزية |
| العملة                                                    | دولار شرق الكاريبي                     | دولار ليبيري |
| الناتج المحلي الإجمالي (بليون دولار)                      | 1.12 مليار                             | 2.16 مليار   |
| الناتج المحلي الإجمالي (تعادل القوة الشرائية) بليون دولار | 1.45 مليار                             | 3.76 مليار   |
| الناتج المحلي الإجمالي الاسمي للفرد دولار أمريكي          | 9.21 ألف                               | 455          |
| الناتج المحلي الإجمالي للفرد دولار أمريكي                 | 12.43 ألف                              | 842          |
| مؤشر التنمية البشرية                                      | 0.750                                  | 0.430        |
| رمز المكالمات الدولي                                      | +1473                                  | +231         |
| رمز الإنترنت                                              | .gd                                    | .lr          |
| المنطقة الزمنية                                           | 00                                     | 00           |

## منظمات دولية مشتركة
يشترك البلدان في عضوية مجموعة من المنظمات الدولية، منها:
| علم المنظمة | اسم المنظمة                                 | تاريخ انضمام غرينادا | تاريخ انضمام ليبيريا |
| ----------- | ------------------------------------------- | -------------------- | -------------------- |
|             | مؤسسة التنمية الدولية                       | 28 أغسطس 1975        | 28 مارس 1962         |
|             | مؤسسة التمويل الدولية                       | 28 أغسطس 1975        | 28 مارس 1962         |
|             | منظمة حظر الأسلحة الكيميائية                | ?                    | ?                    |
|             | الأمم المتحدة                               | 17 سبتمبر 1974       | 2 نوفمبر 1945        |
|             | الاتحاد الدولي للاتصالات                    | 17 نوفمبر 1981       | 10 أكتوبر 1927       |
|             | منظمة الشرطة الجنائية الدولية               | ?                    | ?                    |
|             | البنك الدولي للإنشاء والتعمير               | 27 أغسطس 1975        | 28 مارس 1962         |
|             | الاتحاد البريدي العالمي                     | ?                    | ?                    |
|             | المركز الدولي لتسوية المنازعات الاستشارية   | 23 يونيو 1991        | 16 يوليو 1970        |
|             | وكالة ضمان الاستثمار متعدد الأطراف          | 12 أبريل 1988        | 12 أبريل 2007        |
|             | مجموعة دول أفريقيا والكاريبي والمحيط الهادئ | ?                    | ?                    |
|             | يونسكو                                      | 17 فبراير 1975       | 6 مارس 1947          |

## وصلات خارجية
- موقع وزارة الخارجية الليبيرية